# Sangre de Zeus
Blood of Zeus (Sangre de Zeus), también conocida como Gods & Heroes, es una serie de televisión estadounidense de animación creada por Charles y Vlas Parlapanides para la plataforma Netflix. Producida por Powerhouse Animation Studios y animada por los estudios surcoreanos Mua Film y Hanho Heung-Up, la primera temporada se estrenó el 27 de octubre de 2020 en Netflix.
En diciembre de 2020, la serie fue renovada para una segunda temporada, que se estrenó el 10 de mayo de 2024. Según los creadores, originalmente tenían cinco temporadas planeadas. En julio de 2024, la serie fue renovada para una tercera y última temporada, que se estrenó el 8 de mayo de 2025.

## Sinopsis
Ambientada en el mundo de la mitología griega, la serie cuenta la historia de un joven hombre que, repudiado por su propio pueblo, descubre que es el hijo ilegítimo de Zeus. Él, por sus propios medios, puede salvar tanto al cielo como a la Tierra, pero para ello debe sobrevivir a la terrible ira de una diosa que le quiere muerto y a las monstruosas fuerzas malignas con las que ella se alía.

## Elenco de voces y personajes

### Principales
- Derek Phillips[3] como Heron
- Jessica Henwick[3] como Alexia
- Mamie Gummer[3] como Electra
- Jason O'Mara[3] como Zeus / Elias
- Claudia Christian[3] como Hera y Chrysanthe
- Elias Toufexis[3] como Seraphim
- Chris Diamantopoulos[3] como Poseidón y Evios
- Adetokumboh M'Cormack como Kofi (temporada 2; secundario temporada 1)
- Fred Tatasciore como Hades y Aratus Theogonis (temporada 2; secundario temporada 1)
- Lara Pulver como Perséfone (temporada 2)
- Cissy Jones como Deméter y Iris (temporada 2)

### Secundarios
- Melina Kanakaredes[3] como Ariana (temporada 1)
- Adam Croasdell como Apolo y Hefesto
- Danny Jacobs como Rey Periander y Rey Acrisius (temporada 1)
- Matt Lowe como Ares
- Matthew Mercer como Hermes y padre de Alexia
- Vanessa Marshall como hermana de Ariana y Hestia
- David Shaughnessy como Quirón y Dioniso (temporada 1)
- Jennifer Hale como madre de Alexia, Artemisa, Cloto, Láquesis y Átropo
- Sarah Elmaleh como Atenea (temporada 2)
- Jean Gilpin como Gaia (temporada 2)
- Dustin Harnish como Walla (temporada 2)
- Courtenay Taylor como Hécate (temporada 2)
- JB Blanc como Radamantis (temporada 2)
- Kari Wahlgren como Melínoe (temporada 2)
- Julie Nathanson como Afrodita (temporada 2)
- Rachel Rosenbloom como Gorgo (temporada 2)
- Alfred Molina[9] como Crono (temporada 3)

## Episodios
| Temporada | Temporada | Episodios | Episodios | Lanzamiento original  | Lanzamiento original  |
| --------- | --------- | --------- | --------- | --------------------- | --------------------- |
|           | 1         | 8         | 8         | 27 de octubre de 2020 | 27 de octubre de 2020 |
|           | 2         | 8         | 8         | 10 de mayo de 2024    | 10 de mayo de 2024    |
|           | 3         | 8         | 8         | 8 de mayo de 2025     | 8 de mayo de 2025     |

### Primera temporada (2020)
| N.º en serie | N.º en temp. | Título                                       | Dirigido por        | Escrito por                              | Fecha de emisión original |
| ------------ | ------------ | -------------------------------------------- | ------------------- | ---------------------------------------- | ------------------------- |
| 1            | 1            | «A Call to Arms» «Una llamada a las armas»   | Shaunt Nigoghossian | Charles Parlapanides & Vlas Parlapanides | 27 de octubre de 2020     |
| 2            | 2            | «Past Is Prologue» «El pasado es un prólogo» | Shaunt Nigoghossian | Charles Parlapanides & Vlas Parlapanides | 27 de octubre de 2020     |
| 3            | 3            | «The Raid» «El ataque»                       | Shaunt Nigoghossian | Charles Parlapanides & Vlas Parlapanides | 27 de octubre de 2020     |
| 4            | 4            | «A Monster Is Born» «Ha nacido un monstruo»  | Shaunt Nigoghossian | Charles Parlapanides & Vlas Parlapanides | 27 de octubre de 2020     |
| 5            | 5            | «Escape or Die» «Fugarse o morir»            | Shaunt Nigoghossian | Charles Parlapanides & Vlas Parlapanides | 27 de octubre de 2020     |
| 6            | 6            | «Back to Olympus» «Regreso al Olimpo»        | Shaunt Nigoghossian | Charles Parlapanides & Vlas Parlapanides | 27 de octubre de 2020     |
| 7            | 7            | «The Fields of the Dead» «Campos de muertos» | Shaunt Nigoghossian | Charles Parlapanides & Vlas Parlapanides | 27 de octubre de 2020     |
| 8            | 8            | «War for Olympus» «La batalla del Olimpo»    | Shaunt Nigoghossian | Charles Parlapanides & Vlas Parlapanides | 27 de octubre de 2020     |

### Segunda temporada (2024)
| N.º en serie | N.º en temp. | Título                                     | Dirigido por              | Escrito por                              | Fecha de emisión original |
| ------------ | ------------ | ------------------------------------------ | ------------------------- | ---------------------------------------- | ------------------------- |
| 9            | 1            | «A Shadow Emerges» «La sombra que acecha»  | Jae H. Kim & Jae Woo Kim  | Charles Parlapanides & Vlas Parlapanides | 10 de mayo de 2024        |
| 10           | 2            | «Weights & Measures» «La balanza»          | Jae H. Kim & Joshua Covey | Charles Parlapanides & Vlas Parlapanides | 10 de mayo de 2024        |
| 11           | 3            | «Winter is Born» «Y así nació el invierno» | Jae H. Kim & Jae Woo Kim  | Charles Parlapanides & Vlas Parlapanides | 10 de mayo de 2024        |
| 12           | 4            | «Funeral Games» «Juegos funerarios»        | Jae H. Kim & Joshua Covey | Charles Parlapanides & Vlas Parlapanides | 10 de mayo de 2024        |
| 13           | 5            | «Judgement Day» «El día del juicio»        | Jae H. Kim & Jae Woo Kim  | Charles Parlapanides & Vlas Parlapanides | 10 de mayo de 2024        |
| 14           | 6            | «Crossing Paths» «Sendas cruzadas»         | Jae H. Kim & Joshua Covey | Charles Parlapanides & Vlas Parlapanides | 10 de mayo de 2024        |
| 15           | 7            | «The Hidden Realm» «El mundo oculto»       | Jae H. Kim & Jae Woo Kim  | Charles Parlapanides & Vlas Parlapanides | 10 de mayo de 2024        |
| 16           | 8            | «The Three Trials» «Las tres pruebas»      | Jae H. Kim & Joshua Covey | Charles Parlapanides & Vlas Parlapanides | 10 de mayo de 2024        |

### Tercera temporada (2025)
| N.º en serie | N.º en temp. | Título                                                  | Dirigido por              | Escrito por                              | Fecha de emisión original |
| ------------ | ------------ | ------------------------------------------------------- | ------------------------- | ---------------------------------------- | ------------------------- |
| 17           | 1            | «A Breath Before Dying» «Último aliento antes de morir» | Jae H. Kim & Jae Woo Kim  | Charles Parlapanides & Vlas Parlapanides | 8 de mayo de 2025         |
| 18           | 2            | «Hades' Choice» «La elección de Hades»                  | Jae H. Kim & Joshua Covey | Charles Parlapanides & Vlas Parlapanides | 8 de mayo de 2025         |
| 19           | 3            | «Hellebore» «Eléboro»                                   | Jae H. Kim & Jae Woo Kim  | Charles Parlapanides & Vlas Parlapanides | 8 de mayo de 2025         |
| 20           | 4            | «Brothers' Journey» «El viaje de los hermanos»          | Jae H. Kim & Joshua Covey | Charles Parlapanides & Vlas Parlapanides | 8 de mayo de 2025         |
| 21           | 5            | «The Head of the Maenads» «La cabeza de las ménades»    | Jae H. Kim & Jae Woo Kim  | Charles Parlapanides & Vlas Parlapanides | 8 de mayo de 2025         |
| 22           | 6            | «The Tower of the Winds» «La torre de los vientos»      | Jae H. Kim & Joshua Covey | Charles Parlapanides & Vlas Parlapanides | 8 de mayo de 2025         |
| 23           | 7            | «Land of the Dead» «La Tierra de los Muertos»           | Jae H. Kim & Jae Woo Kim  | Charles Parlapanides & Vlas Parlapanides | 8 de mayo de 2025         |
| 24           | 8            | «A Champion's Challenge» «El desafío de un campeón»     | Jae H. Kim & Joshua Covey | Charles Parlapanides & Vlas Parlapanides | 8 de mayo de 2025         |

## Recepción

### Respuesta crítica
La primera temporada recibió una puntuación del 100% en el agregador de reseñas Rotten Tomatoes a partir de 21 reseñas, con una calificación promedio de 8,14/10. El consenso de los críticos del sitio web dice: "Reforjando la mitología griega como una batalla real épica con imágenes elegantes y una actuación de voz excelente, Sangre de Zeus se gana un lugar en el Olimpo de la animación de acción".
Inverse.com calificó la serie como "el mejor anime estadounidense de Netflix hasta el momento", mientras que IGN le dio una puntuación de 9/10. En una publicación que resume una entrevista en su pódcast con los creadores del programa, Kate Sánchez argumentó que la serie ofrece una "visión matizada de la ira y cómo se relaciona con el poder" y señaló cómo la serie es parte de la "tendencia continua de la animación para adultos". The New York Times también elogió el programa, calificándolo de "especial y deslumbrante" comparándolo con la serie de HBO Game of Thrones. En 2023, Collider clasificó a Sangre de Zeus en el puesto número 2 en su lista de los diez mejores programas de mitología. YardBarker lo calificó como una de las ofertas recientes más extraordinarias en el género de fantasía oscura y mitología, mientras que Ranker nombró a Sangre de Zeus como su programa de mitología griega número 1.
La segunda temporada recibió una puntuación de 100% en Rotten Tomatoes a partir de 15 reseñas. El consenso de los críticos del sitio web dice: "La tan esperada segunda temporada de Sangre de Zeus desciende del Olimpo para explorar el inframundo del mito griego, encontrando una tradición y una textura emocional aún más convincentes que antes".
Marilo Delgado de Espinof le dio a la segunda temporada una puntuación de 4.5/5 y escribió: "Sangre de Zeus demuestra una vez más que es una de las series animadas más entretenidas que existen". Daniel Kurland, de Bubblebladder, escribió: "Sangre de Zeus fue una disección fascinante no solo de la mitología griega, sino que también desmitificó las figuras más grandes que la vida que son la base de gran parte de la mitología y la narración de la cultura moderna". Kate Sanchez, de BUT WHY THO?, le dio a la segunda temporada una puntuación de 9.5/10 y escribió: "Con una animación fantástica que captura momentos de acción épicos y un desarrollo emocional de los personajes que supera con creces las expectativas, la segunda temporada de Sangre de Zeus es casi perfecta". Britany Murphy de Muses of Media le dio a la segunda temporada una puntuación de 4.5/5 y escribió: "La tan esperada segunda temporada de Sangre de Zeus finalmente ha llegado a nuestras pantallas, y es una magnífica continuación del drama divino que capturó nuestra atención en la primera temporada". Frantz Jerome, de Black Nerd Problems, escribió: "Sangre de Zeus se involucra profundamente con el espíritu de la sociedad griega... El tipo de decisiones que toman los personajes, la dirección de una trama, el diseño de un personaje: cada una de estas cosas depende de la cultura". En 2025, Collider nombró a la serie entre su lista de los mejores programas de fantasía de la década hasta el momento, y Tom's Guide lo nombró entre su lista de los cinco mejores programas sobre mitología griega.

### Reconocimientos
El compositor Paul Edward-Francis fue nominado a un Premio Annie a mejor música por su destacado logro musical en una producción animada de televisión/transmisión por su trabajo en la primera temporada de Sangre de Zeus, específicamente por el episodio "Escape or Die".
Ryan Brothers ganó un premio de la Asociación de Arte Conceptual por su trabajo en Sangre de Zeus. Recibió el premio por su obra titulada "The Burning Polis", reconocida en la categoría de Entorno de Serie Animada.
En 2025, Charles y Vlas Parlapanides fueron nominados a un premio del Sindicato de Guionistas de los Estados Unidos por su guion "Winter is Born", escrito para la segunda temporada de Sangre de Zeus.